# Pollock (Dakota del Sud)
Pollock è una città della contea di Campbell, Dakota del Sud, Stati Uniti. La popolazione era di 241 abitanti al censimento del 2010.
Pollock fu progettata nel 1901 ed è intitolata a un primo colono di cui faceva di cognome "Pollock".

## Geografia fisica
Secondo lo United States Census Bureau, ha un'area totale di 0,32 mi² (0,83 km²).

## Società

### Evoluzione demografica
Secondo il censimento del 2010, la popolazione era di 241 abitanti.

### Etnie e minoranze straniere
Secondo il censimento del 2010, la composizione etnica della città era formata dal 97,9% di bianchi, lo 0,0% di afroamericani, lo 0.4% di nativi americani, lo 0,0% di asiatici, lo 0,0% di oceanici, l'1,2% di altre razze, e lo 0,4% di due o più etnie. Ispanici o latinos di qualunque razza erano l'1,7% della popolazione.